# Сан Сило
Сан Сило (итал. San Sillo) је насеље у Италији у округу Кремона, региону Ломбардија.
Према процени из 2011. у насељу је живело 11 становника. Насеље се налази на надморској висини од 50 м.